# Самуилово (област Благоевград)
Вижте пояснителната страница за други значения на Самуилово.
Самуѝлово е село в Югозападна България, в община Петрич, област Благоевград. До 1935 година селото носи името Димидово.

## География
Село Самуилово се намира в полупланински район, в северното подножие на планина Беласица (в Подгорието). Отстои на около 12 километра западно от общинския център Петрич. Съседни села са Коларово и Камена. Климатът е преходносредиземноморски с летен минимум и зимен максимум на валежите (средна годишна валежна сума около 720 мм). Северно край землището на селото тече река Струмешница. Почвите са предимно делувиално-ливадни и песъчливи. Населението нараства от естествен прираст. Самуилово е един от удобните изходни пунктове за планинския първенец на Беласица – връх Радомир и високите части на планината. От селото до местността и хижа Лопово води 14 километров макадамов път.

## История
Село Самуилово има богата древна история. В местността Герковец са открити останки от антично селище от римската епоха. В местността Кюмлуко се намират останки от средновековно поселение.
За първи път селото се споменава в османски регистър от 1570 година, под името Демидово. В същата година в него живеят 39 християнски домакинства и 4 мюсюлмански. Според друг регистър от 1664 – 1665 година в селото живеят едва 7 християнски домакинства.
Вероятно към началото на 30-те години на XIX век българското население е прогонено и на негово място се заселват турски семейства емигрирали от Сърбия и Гърция. В „Етнография на вилаетите Адрианопол, Монастир и Салоника“, издадена в Константинопол в 1878 година и отразяваща статистиката на населението от 1873 година, Димидово (Dimidovo) е посочено като село със 70 домакинства със 144 жители мюсюлмани. Към края на XIX век според статистиката на Васил Кънчов („Македония. Етнография и статистика“) Демидово има 350 жители, всички турци.
След Балканските войни от 1912 – 1913 година селото е присъединено към България. Турското му население се изселва и на негово се заселват българи-бежанци от Егейска Македония (предимно от селата Горни Порой, Долни Порой и Липош, Демирхисарско и град Кукуш), Струмишко и планинци от Огражден планина. По времето на Първата световна война в землището на селото квартирува Шеста пехотна бдинска дивизия, която през 1916 година изгражда възпоменателна чешма-паметник, известна днес под името Белата чешма, която е символ на селото.
В землището на селото в планина Беласица се намира проходът Демир капия, където на 19 октомври 1925 година започва известният в историята Петрички инцидент.

## Население

### Етнически състав
Преброяване на населението през 2011 г.
Численост и дял на етническите групи според преброяването на населението през 2011 г.:
|                     | Численост |
| Общо                | 802       |
| Българи             | 685       |
| Турци               | -         |
| Цигани              | -         |
| Други               | 31        |
| Не се самоопределят | -         |
| Неотговорили        | 86        |

## Обществени институции
- Основно училище „Антон Попов“ – закрито 2016 година
- Читалище „Антон Попов“

## Културни и природни забележителности
- Парк „Белата чешма“
- Храм „Свето Успение Богородично“
- Язовир „Валтата“

## Редовни събития
- Традиционният събор на селото се провежда всяка година на 15 август – Успение Богородично.

## Личности
Свързани със Самуилово
- Антон Попов (1915 – 1942), български журналист и поет
- Кирил Терзиев (р. 1983), бронзов медалист по свободна борба от Пекин 2008
- Серафим Бързаков (р. 1975), световен и европейски шампион по свободна борба
- Фердинанд (Федя) Яков (1935 – 1996), български писател и журналист[8]

Починали в Самуилово
- Иван Смоларски (1872 – 1928), български революционер, войвода
- Христо Андонов (1887 – 1928), български революционер, войвода